# Districtul Kiskőrös
Kiskőrös (în maghiară Kiskőrösi járás) este un district în județul Bács-Kiskun, Ungaria.
Districtul are o suprafață de 1130,33 km2 și o populație de 54.807 locuitori (2013).